# YM (revista)
YM era una revista americana para adolescentes que comenzó a publicarse en 1932 y se publicó durante 72 años y fue la segunda revista para las niñas más antigua (siendo la más antigua Seventeen (revista) ) en Estados Unidos . YM tiene su inicio como dos revistas en la década de 1930, compacto , que estaba dirigido a los adolescentes mayores, y Calling All Girls , que estaba destinado a chicas más jóvenes y pioneros en la columna de la firma embarazosas-momentos, "Say Anything". A finales de 1960, las publicaciones se fusionaron en la señorita joven , un pequeño digerir tamaño mag. En la década de 1960 el tamaño se incrementó y la década de 1980 vio todavía otro cambio del título (esta vez a Young & Modern ) bajo la dirección de Bonnie Fuller como redactora jefe. El cambio de título final se produjo en 2000 (esta vez para su revista ), aunque la abreviatura "YM" fue el título con el que se conoce comúnmente. 

## Fin de la Revista
A principios de 2002, la entonces redactora jefe Christina Kelly anunció que la revista ya no correría artículos sobre dietas. YM dejó de publicarse en 2004, con el diciembre - enero cuestión. Los suscriptores reciben la revista Teen Vogue suscripciones en reemplazo.
YM ya no se publica en línea y ahora el dominio es sólo un enlace a la revista Teen Vogue.
El editor era Gruner + Jahr antes los activos de YM fueron comprados por Conde Nast Publications . Esta compra incluye YM ' s archivo de suscripción, título y nombre de la marca, los derechos a títulos de publicaciones especiales, nombres de dominio, y bolsillos quiosco.